# Vaskovo, Haskovo
Vaskovo (în bulgară Васково) este un sat în comuna Liubimeț, regiunea Haskovo,  Bulgaria. 

## Demografie
Componența etnică a satului Vaskovo
     Bulgari (27,65%)
     Romi (61,7%)
     Nicio identificare (10,63%)
     Altele (0%)
La recensământul din 2011, populația satului Vaskovo era de 94 locuitori. Din punct de vedere etnic, majoritatea locuitorilor (61,7%) erau romi, cu o minoritate de bulgari (27,65%). Pentru 10,63% din locuitori nu este cunoscută apartenența etnică.